# Rivulus villwocki
Rivulus villwocki är en fiskart som beskrevs av Berkenkamp och Etzel, 1997. Rivulus villwocki ingår i släktet Rivulus och familjen Rivulidae. Inga underarter finns listade i Catalogue of Life.